# Союз ТМА-17М
«Союз ТМА-17М» — політ до міжнародної космічної станці, що розпочався 22 липня 2015 року та успішно завершився 11 грудня 2015 року. Екіпаж провів у космосі 141 день. Це був 124-й пілотований політ корабля «Союз», перший політ котрого відбувся у 1967 році.

## Мета місії
Корабель доставив на орбіту та згодом повернув на Землю російських космонавтів Олега Кононенка — командира екіпажу, бортінженера експедиції МКС-44/45; американського астронавта Челла Ліндгрена — бортінженера ТПК і експедицій МКС-44/45; а також японського астронавта Кімія Юі — бортніженера ТПК, бортінженера експедиції МКС-44/45.

## Екіпаж
- (ФКА): Олег Кононенко (3-й космічний політ) — командир екіпажу[3];
- (JAXA): Юї Кімія (1) — бортінженер;
- (НАСА): Челл Ліндгрен (1) — бортінженер;

## Дублери
- (ФКА): Юрій Маленченко (6-й космічний політ) — командир екіпажу;
- (ЕКА): Тімоті Пік (1) — бортінженер;
- (НАСА): Тімоті Копра (2) — бортінженер;

## Історія
Запуск корабля був запланований на 26 травня 2015 року. Проте після ряду невдач запусків російських ракет-носіїв весною 2015 року було прийнято рішення зсунути запуск Союз ТМА-17М на пару місяців.
22 липня 2015 о 21:03 UTC з космодрому «Байконур» стартувала ракета-носій «Союз-ФГ», яка вивела на орбіту корабель «Союз ТМА-17М». Підліт до МКС було здійснено за короткою шестигодинною схемою. Стикування відбулася 23 липня 2015 року в 02:45 UTC. 
Відстиковка від МКС «Союзу ТМА-17М» у складі екіпажу Кононенко, Юі, Ліндгрен спочатку було заплановно на 21 грудня 2015 року, проте 2 листопада 2015 року Центром управліяня польотами було рішення про повернення кораблю на Землю раніше — 11 грудня 2015 року.
11 грудня 2015 року в 9 год. 49 хв. (UTC) «Союзу ТМА-17М» у складі екіпажу Кононенко, Юі, Ліндгрен відстикувався від МКС та о 13 год. 12 хв. (UTC) успішно приземлився на території Казахстану на північ від м. Жезказган. За період з 25 липня до 11 грудня екіпаж на МКС 2256 разів облетів Землю, здолавши 59,6 млн миль. На момент преземлення Кононенко загалом провів у космосі 533 дні (для нього це був третій політ у космос), Ліндгрен та Юі, для яких це був перший політ — 141 день.

## Галерея

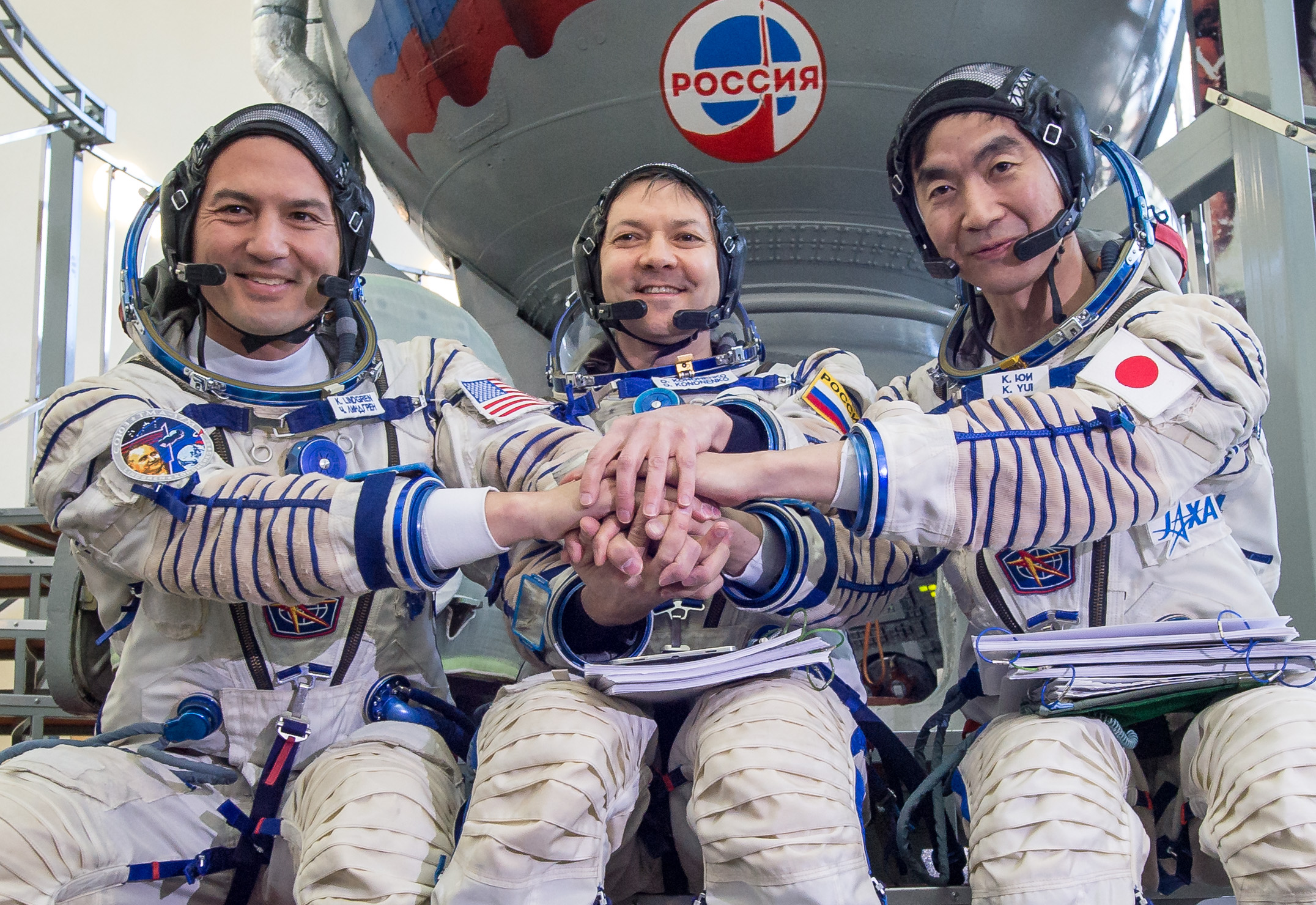
Екіпаж Soyuz TMA-17M на другий день екзаменів. Зліва-направо: Ліндгрен, Кононенко, Юї.
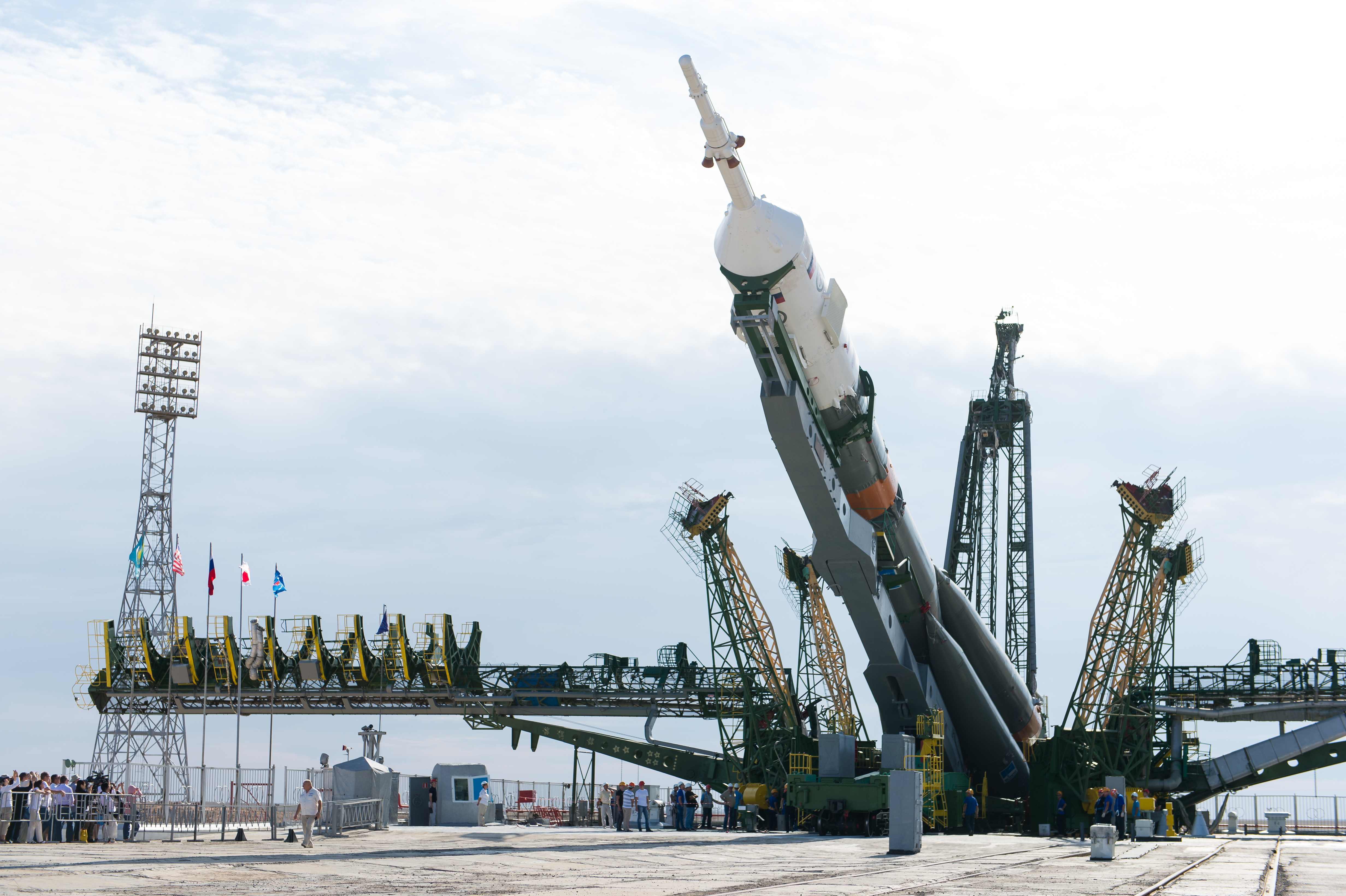
Підйом Союза на стартовому майданчику на Байконурі.
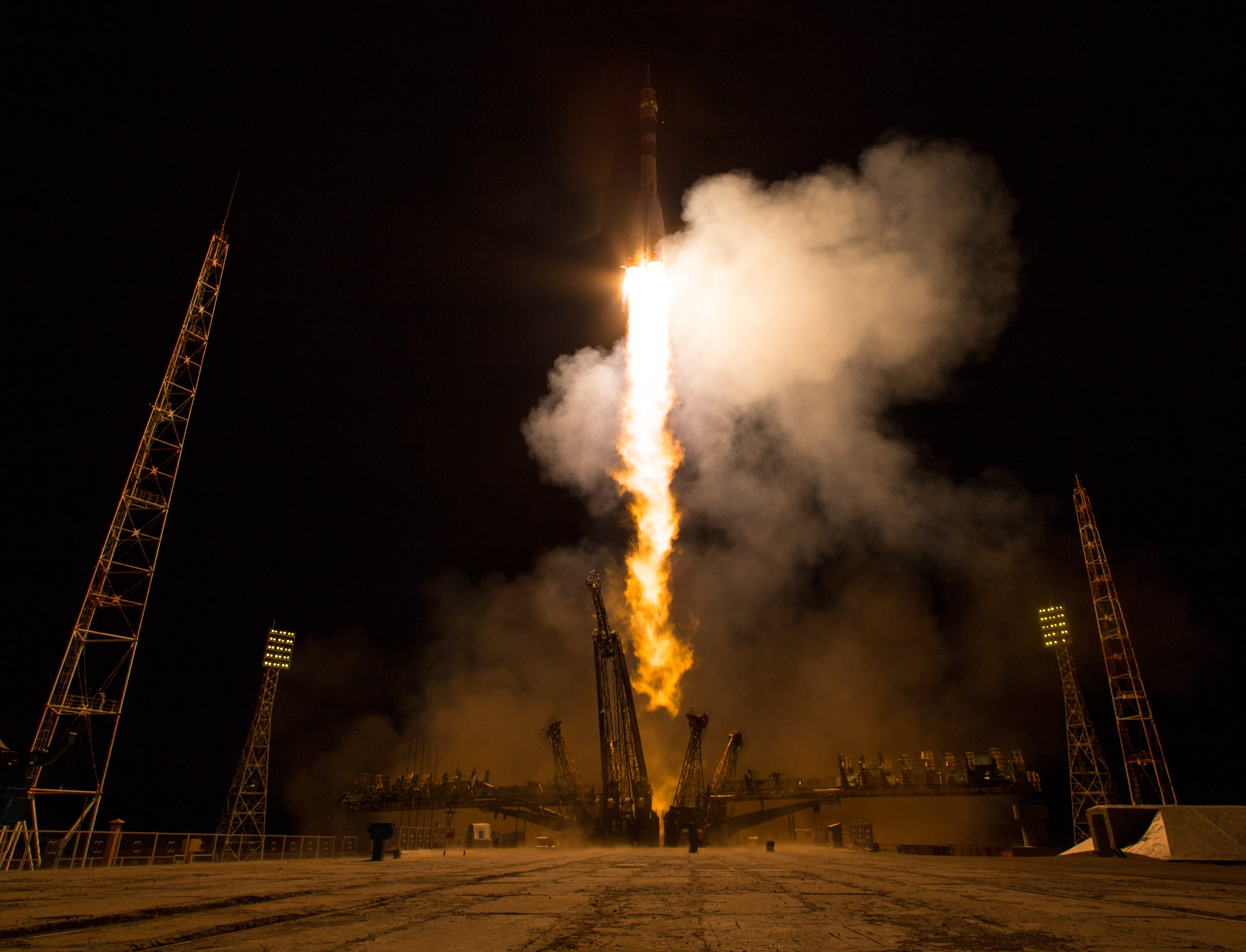
Старт Союза TMA-17M.
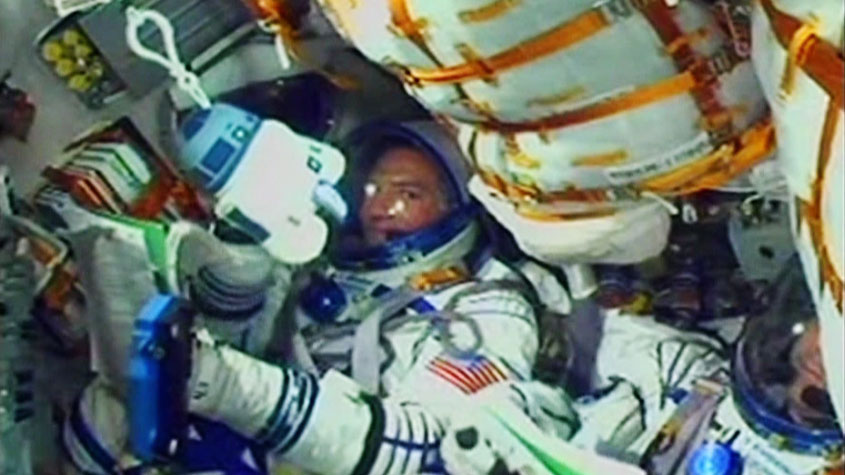
Всередині корабля під час запуску.
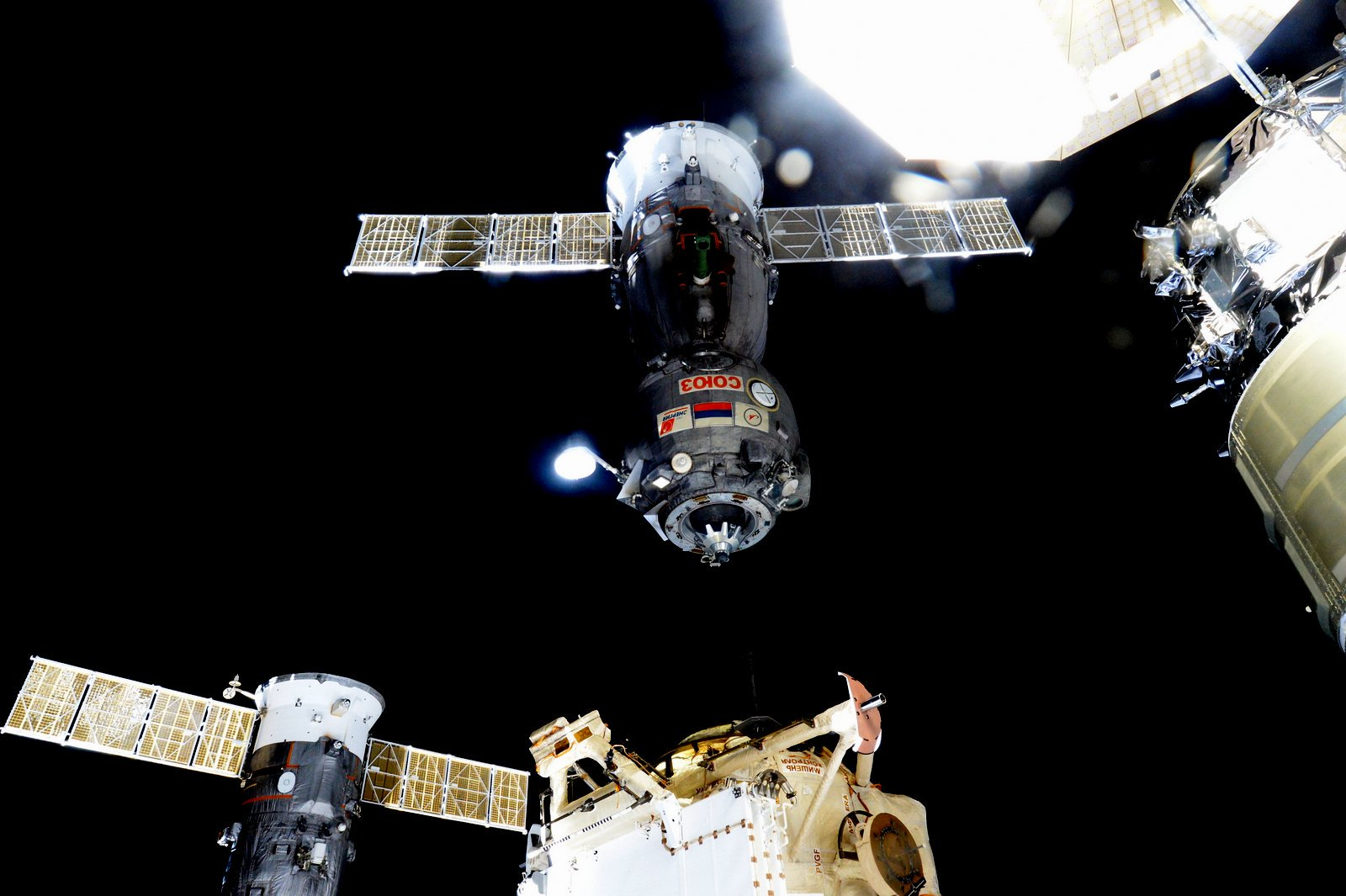
Союз ТМА-17М відразу після від'єднання від МКС
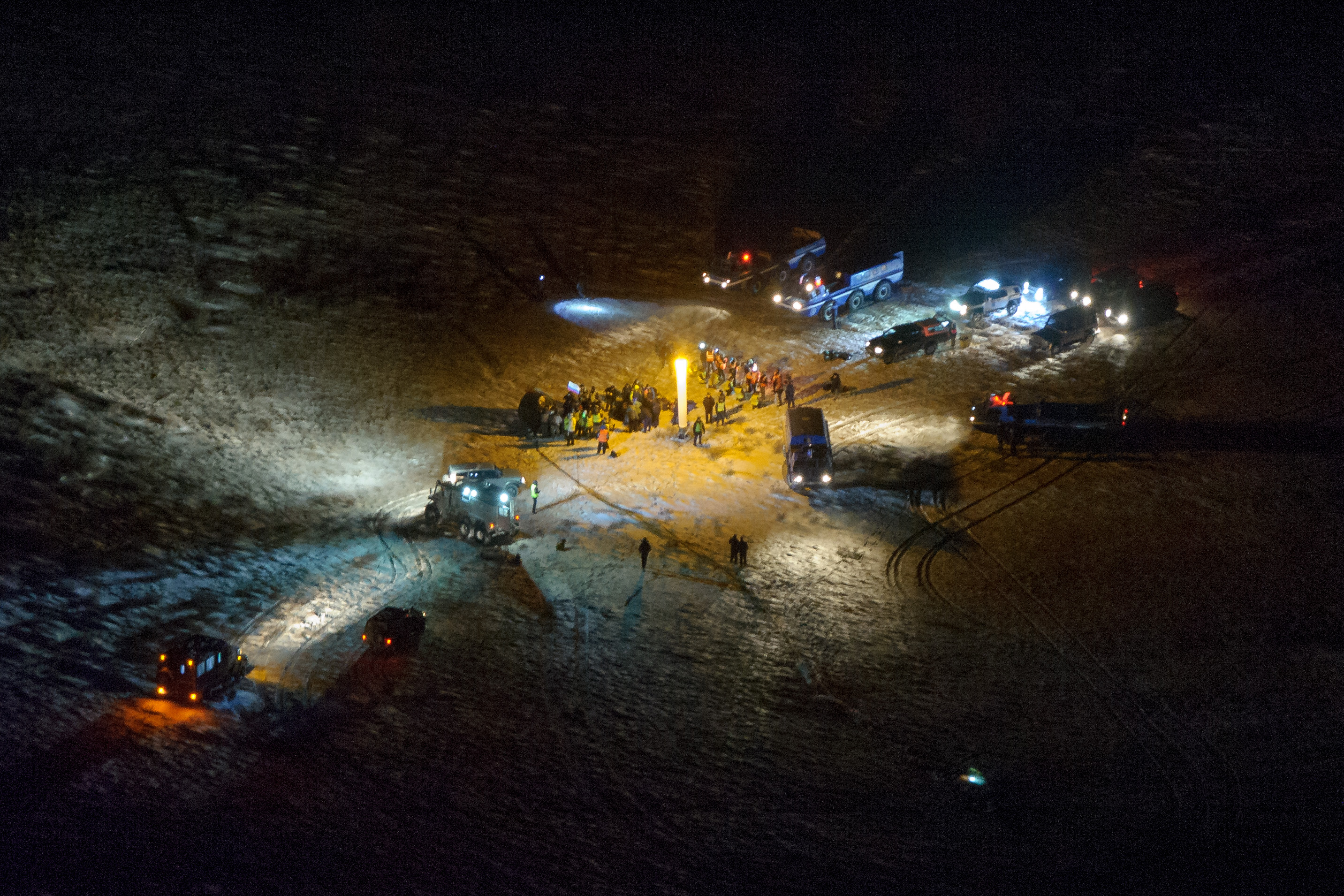
Повернення на Землю 11 грудня 2015 року